# Rhophitulus anomalus
Rhophitulus anomalus là một loài Hymenoptera trong họ Andrenidae. Loài này được Moure & Lucas de Oliveira mô tả khoa học năm 1962.